# ラヴィーナ (歌手)
ラヴィーナ（Raveena、1993年9月30日 - ）またはラヴィーナ・オーロラ（Raveena Aurora）はアメリカ合衆国のR&Bのシンガーソングライター。

## 経歴
マサチューセッツ州のインド系のシク教徒の家庭に生まれた。両親はパンジャーブ州出身で、1984年反シク教徒暴動を機にアメリカに移住した移民である。エラ・フィッツジェラルド、ビリー・ホリデイ、シャーデーを聴いて育ち、17歳でニューヨークに移り住んだ。2017年にデビューEP『Shanti』を自主制作した。2019年にはデビューアルバム『Lucid』をリリース。2022年にはメジャーデビューとなるセカンドアルバム『Asha’s Awakening』をリリースした。このアルバムはインド系アメリカ人の歌手アシャ・プスリをモデルとした「アシャ」を主人公とする物語となっており、インドの古典楽器がサウンドに用いられている。2024年にサードアルバム『Where the Butterflies Go in the Rain』をリリースした。

## 人物
バイセクシャルであることを公表している。

## ディスコグラフィー

### アルバム
- Lucid（2019）
- Asha's Awakening（2022）
- Where the Butterflies Go in the Rain（2024）

### EP
- Shanti（2017）
- Moonstone（2020）